# 贾奈村委员会
贾奈村委员会（俄语：Джанайский сельсовет）是俄罗斯联邦阿斯特拉罕州克拉斯内亚尔区所属的一个村委员会。其下辖有5个居民点，行政中心为贾奈。据2015年统计，该村委员会的人口为1538人。